# Verel-Pragondran
Verel-Pragondran település Franciaországban, Savoie megyében. Lakosainak száma 586 fő (2022. január 1.). Verel-Pragondran Les Déserts, Drumettaz-Clarafond, Méry, Saint-Alban-Leysse, Saint-Jean-d’Arvey és Sonnaz községekkel határos.

## Népesség
A település népessége az elmúlt években az alábbi módon változott:
| Lakosok száma | 441  | 457  | 479  | 476  | 475  | 479  | 480  | 532  | 586  |
|               | 2013 | 2015 | 2016 | 2017 | 2018 | 2019 | 2020 | 2021 | 2022 |